# Nikon D40
La Nikon D40 è una fotocamera DSLR entry level, in commercio dal 2006, insieme alla Nikon D60 è stata la reflex digitale Nikon più piccola mai realizzata dalla Nikon fino alla Nikon D3300.

## Caratteristiche
La D40 rappresenta la naturale evoluzione della Nikon D50. È la più leggera tra le reflex digitali prodotte da Nikon assieme a D40x e D60.
È compatibile con gli obiettivi F-mount AI, AI-S e buona parte degli AF (coi primi due tipi non sono disponibili le funzionalità dell'esposimetro). La principale "innovazione/pecca" della D40 è legata all'assenza del motore interno per azionare l'autofocus, pertanto è necessario utilizzare i recenti obiettivi di tipo Nikkor AF-S, ovvero con motore interno all'obiettivo per la messa a fuoco. Per gli obiettivi MF, con i quali pertanto non si può mettere a fuoco automaticamente, è consigliabile affidarsi al sistema guidato di messa a fuoco: un cerchio verde si illumina in basso a sinistra nel mirino, quando la messa a fuoco manuale coincide con quella stimata dalla macchina.
Viene alimentata con batterie EN-EL9 ed utilizza memorie Secure Digital (anche in versione SDHC). Il fattore di crop è 1.5X, tipico del formato DX della Nikon.

## Nikon D40x
Il 6 marzo 2007, Nikon ha introdotto la D40x, una fotocamera sorella per la D40. Mentre sono praticamente identiche nel design esterno, le differenze rispetto alla D40 sono: il sensore CCD è da 10,2 megapixel, scatto continuo fino a 3 fotogrammi al secondo, e sensibilità che parte da ISO 100. Ha una velocità di sincronizzazione flash di 1/200 di secondo rispetto all'1/500 di secondo della D40. Per il resto sono gemelle.
Il lancio è stato accompagnato con l'introduzione di un nuovo teleobiettivo di livello consumer, l'AF-S DX VR Zoom-Nikkor 55-200mm f/4-5.6G IF-ED con sistema di riduzione delle vibrazioni.
Nikon ha cessato la produzione della D40x nel dicembre 2007, poco prima di introdurre l'evoluzione di questo modello, la Nikon D60.